# Google协作平台
Google协作平台（Google Sites）是Google用来取代Google Page Creator的一款以Wiki為基礎的在线网站制作系统，为Google Apps的一部分，其目标是任何人都能够创建一个团队为导向的网站，其中多人可以协作和共享文件。

## 综览
Google协作平台基本沿用了Google网页编辑器的一贯风格，同时支持HTML代码中body部分的代码编辑。支持用户上传图片及文件（不支援.html .htm .php網頁文件），最大达100MB。
Google协作平台企业版同时也作为Google企业套件的一部分，企业版支持高达10GB的存储空间。
2016年6月，Google推出了完全重建的Google协作平台，名为“新Google协作平台”（New Google Sites）。与此同时，Google推出了弃用经典Google协作平台（Classic Google Sites）的计划。

## 特点
- 自定义域名映射 - 个人的Google账户和商业账户的Google Apps都允许自定义域名映射到自己的Google协作平台。
- 多层权限和可访问性 - Google协作平台内的权限有三个级别：所有者，编辑者和查看者。所有者有充分的权限来修改整个网站设计，而编辑者无法改变网站的设计。查看者只能查看该网站，不允许更改任何文本或以其他内容。

## 兼容
Google协作平台除了基本的网页以外还支持列表式网页，同时还支持存储在Google电子文档与表格内的文档数据共享。

## 封锁
- 土耳其区域法院的裁决，自2009年6月24日開始在Google网站上托管的Google 協作平台被封锁。[5]因为其中一个页面含有侮辱土耳其创始人穆斯塔法·凯末尔的内容。
- Google协作平台于2009年10月12日被中国防火长城封锁，使用的手段包含但不限于域名劫持、URL过滤、IP地址封锁。[6]

## Google Sites:Windows(Closed Beta)

### 2012年9月4日 Google 宣佈全面停止支援
在Google Site:Windows中，它內置了一些Google Desktop的功能，並且能夠以軟件方法來編寫網站，它能夠以HTML或標準版面直接編寫。它和Google Site網絡版本大部分的環境相同。可惜在測試版本表現情況較不理想，經Google研討後最後於Google I/O大會宣佈終止支緩。

## 外部連結
- Google Sites（页面存档备份，存于）（英文）
  - Google协作平台（页面存档备份，存于）（简体中文）
  - Google协作平台（页面存档备份，存于）（繁體中文）
  - Https安全连接（页面存档备份，存于）